# Sergej Petrovič Novikov
Sergej Petrovič Novikov (Gorkij, 20 marzo 1938 – Mosca, 6 giugno 2024) è stato un matematico sovietico, dal 1992 russo. Vinse la medaglia Fields nel 1970 per i suoi contributi in topologia algebrica.

## Biografia
Novikov nacque a Gorkij (oggi Nižnij Novgorod) nell'allora Unione Sovietica il 20 marzo 1938. Suo padre, Pëtr Sergeevič Novikov, fu un grande matematico, noto per aver dimostrato l'irrisolvibilità del problema della parola in teoria dei gruppi. Anche sua madre Ljudmila Vsevolodovna Keldyš e suo zio Mstislav Vsevolodovič Keldyš furono matematici affermati.
La presenza di grandi matematici in famiglia fece sì che Sergej non fosse l'unico dei cinque figli di Pëtr e Ljudmila a intraprendere una carriera scientifica. Il figlio maggiore Leonid si occupò di fisica dello stato solido, mentre Andrej divenne un teorico dell'algebra numerica.
A 13 e a 14 anni partecipò alle Olimpiadi della matematica, mostrando il suo eccezionale talento. A 17 anni decise di intraprendere la carriera matematica.
Nel 1955 si iscrisse alla facoltà di matematica dell'Università statale di Mosca. Si occupò subito di matematica ad alti livelli, e già nel primo anno partecipò ad un seminario organizzato da Uspenskij (allievo di Kolmogorov), trattante argomenti come teoria degli insiemi, logica matematica e funzioni di una variabile. Decise poi di dedicarsi alla topologia algebrica, sotto la guida di Michail Michajlovič Postnikov.
Si laureò nel 1960 e divenne ricercatore presso l'Istituto di Matematica Steklov a Mosca.
Qui incontrò importanti matematici tra cui John Milnor, Friedrich Hirzebruch e Stephen Smale, che diedero un forte contributo ai suoi studi di topologia, permettendogli di risolvere il problema della classificazione delle varietà semplicemente connesse. Grazie a questo lavoro nel 1964 ricevette un premio dall'Accademia russa delle scienze e ottenne il dottorato.
Nel 1971 divenne capo della divisione di Matematica presso l'Istituto Landau di Fisica Teorica dell'Accademia russa delle scienze.
Nel 1983 fu anche a capo del Dipartimento di Topologia e Geometria superiore presso l'Università statale di Mosca e l'anno seguente venne nominato direttore del dipartimento di Geometria e Topologia dell'Istituto Matematico dell'Accademia russa delle scienze.
Nel 1984 fu eletto membro dell'Accademia Serba delle scienze e delle arti.
Fu nominato presidente della Società matematica di Mosca nel 1985, prendendo il posto di Kolmogorov, e ricoprì l'incarico fino al 1996.
Dal 1996 lavorò negli Stati Uniti presso l'Università del Maryland, pur mantenendo contatti con il mondo accademico russo.
Dopo il 1971 Novikov si dedicò alla fisica matematica e ai sistemi dinamici, studiando la teoria dei modelli cosmologici omogenei, la teoria spettrale degli operatori lineari, la teoria quantistica dei campi e la teoria delle stringhe.
Nel 1981 divenne membro dell'Accademia russa delle scienze, ricevendo nello stesso anno il Premio Lobačevskij.
Molte società ebbero l'onore di avere Novikov come loro membro, come la London Mathematical Society nel 1987 e la Pontificia Accademia delle Scienze nel 1996.
Nel 2005 Novikov vinse anche il premio Wolf.

## Lavori principali
I suoi primi lavori riguardarono la teoria del cobordismo.
Studiò la sequenza spettrale di Adams, applicandola alla coomologia. I suoi studi permisero che la sequenza spettrale di Adams-Novikov diventasse negli anni successivi uno strumento fondamentale nella teoria dell'omotopia stabile.
Nel 1959 pubblicò la sua prima importante opera, Co-omologia dell'Algebra di Steenrod.
Fino al 1971 Novikov lavorò sulla topologia differenziale e algebrica, studiando in particolare i gruppi di omotopia e la classificazione delle varietà semplicemente connesse di dimensione superiore a 4.
Nel 1965 Novikov dimostrò il suo famoso teorema sull'invarianza delle classi di Pontrjagin, e formulò la congettura, ora nota come congettura di Novikov, riguardante l'invarianza omotopica di alcuni polinomi nelle classi di Pontryagin di una varietà, derivanti dal gruppo fondamentale.
Discusse tale congettura nel 1970, presso il Congresso Internazionale dei Matematici a Nizza, dove ricevette una medaglia Fields.
Tuttavia, a causa del suo supporto a persone critiche del regime, le autorità sovietiche non gli permisero di partecipare alla premiazione.

## Riconoscimenti
- Premio Lenin (1967)
- Medaglia Fields (1970)
- Medaglia Lobačevskij (1981)
- Premio Wolf (2005)